# بوریس ملنیکوف
بوریس ملنیکوف (روسی: Борис Борисович Мельников؛ زادهٔ ۱۶ مهٔ ۱۹۳۸ – ۵ فوریهٔ ۲۰۲۲) شمشیرباز اهل اتحاد جماهیر شوروی سوسیالیستی بود.
وی در مسابقات کشوری و بین‌المللی در مجموع برندهٔ ۱ مدال طلا شده بود.